# Гор, Мартин
Ма́ртин Ли Гор (англ. Martin Lee Gore; род. 23 июля 1961, Дагенем, Эссекс, Англия) — британский композитор, певец, гитарист, клавишник и диджей, состоит в группе Depeche Mode со времени её основания в 1980 году. За более чем четыре десятилетия существования коллектива им написано подавляющее большинство песен группы. Одними из самых известных его хитов являются песни «Personal Jesus», «Enjoy the Silence», «I Feel You», «People Are People», «Everything Counts», «Never Let Me Down Again» и другие. Также Гор иногда выступает в качестве вокалиста и во время концертов исполняет такие свои композиции, как «Somebody», «A Question of Lust», «Home» и другие.
Помимо Depeche Mode Мартин Гор также сотрудничает с Винсом Кларком, с которым они вместе в 2011 году образовали технодуэт VCMG.
В 1999 году на 44-й церемонии Ivor Novello Awards Британская Академия композиторов и поэтов наградила Мартина Гора премией за «Международные достижения». Почётную награду композитору вручил глава Mute Дэниел Миллер, отметив вклад Мартина в развитие музыки как поэта-песенника.

## Детство и юность
Мартин Ли Гор родился 23 июля 1961 года в лондонском пригороде Дагенем, Сассекс. Однако после рождения детей семья переехала в Базилдон, и детство Мартина и его младших сестёр Карен и Жаклин прошло в доме по адресу Шепсхолл, 16. Дед и отчим Дэвид работали на заводе «Форд», мать Памела — в доме для престарелых.
Биологический отец Гора, чернокожий американский солдат, служил в Британии, где и встретился с Памелой . Сам Мартин до 13 лет считал отчима своим отцом, а с биологическим родителем впервые встретился уже будучи взрослым. Гор не любит это обсуждать, говоря, что «это бередит раны его семьи и это одна из тех вещей, о которых он предпочитает не говорить».
Интерес Мартина к поп-музыке начался с увлечения журналом Disco 45, а также такими глэм-роковыми музыкантами, как Sparks, Гари Глиттер, Дэвид Боуи и Roxy Music. Позднее Мартин заинтересовался творчеством ветеранов техностиля и синтипопа — Kraftwerk, Can, The Human League и Гэри Ньюмана. В раннем возрасте он научился играть на гитаре и фортепиано (его первой моделью органа был Bontempi), что позволило принимать участие в подростковых группах. Мартин успешно совмещал учёбу в школе Св. Николая с игрой на гитаре в кантри-фолк дуэте Norman & The Worms. С будущим участником Depeche Mode Эндрю Флетчером он также познакомился во время учёбы в школе.
Помимо музыки Гор также много времени уделял изучению иностранных языков и, в частности, немецкого. В 1976 году у него появилась возможность поехать в Германию по обмену, и он некоторое время прожил в Шлезвиг-Гольштейне.

## Composition of Sound
После окончания школы Мартин переехал в Лондон и устроился в банк «Нат-Вест», где полгода проработал клерком низшего разряда. За это время он взял кредит и за двести фунтов купил свой первый профессиональный синтезатор Yamaha CS5. В свете растущей популярности электронной музыки Мартин Гор стал одним из самых востребованных музыкантов в городе. Он одновременно играл в двух группах: Composition of Sound, созданной Винсом Кларком совместно с Энди Флетчером, и French Look, основанной Робом Алленом и Полом Редмондом. В дальнейшем Мартин Гор окончательно утвердился с участием в группе Кларка, и парни начали всё больше времени посвящать репетициям. Примерно в то же время к будущим Depeche Mode присоединился юный Дэйв Гаан. Первая сессия звукозаписи Composition of Sound состоялась в студии «Lower Wapping Conker Company». Первый концерт группы состоялся 14 июня 1980 года в школе Святого Николая на Ленстер-роуд.
Несмотря на отсутствие дорогой техники, световых шоу и использование всего трёх монофонических синтезаторов и драм-машины, Composition of Sound быстро набирали популярность благодаря удачному сочетанию харизмы Гаана и большому количеству запоминающихся песен за авторством Винса Кларка. Также во время выступлений звучало множество кавер-версий на популярные хиты того времени: «The Prince of Love» (Everly Brothers), «I Like it» (Gerry & The Peacemakers), «Then I Kissed Her» (The Crystals) и другие.
Помимо Кларка песни в группе писал и Мартин, однако, большая часть из них пока представляла собой инструментальные композиции вроде «Big Muff».

## Depeche Mode
С подачи Дэвида Гаана название группы было изменено на Depeche Mode, и в ноябре 1980 года они удостоились своего первого упоминания в прессе, а именно в бэзилдонской газете Evening Echo. После заключения неофициального договора со звукозаписывающей студией Mute и её руководителем Дэниелом Миллером популярность группы стала расти всё сильнее. Первая пластинка Speak and Spell, для которой Мартин Гор написал песни «Tora! Tora! Tora!» и «Big Muff», достигла десятой строчки в британском хит-параде. Позднее Гор высказывал сомнения по поводу своих первых песен, так как не считал их «полностью своими» и пытался писать нечто похожее на то, что получалось у Винса Кларка.
Официальное объявление об уходе Кларка из Depeche Mode было сделано 30 ноября 1981 года, и Мартину Гору в срочном порядке пришлось занять место сочинителя. В интервью Look In он признавался, что «с тех пор, как начал писать более серьёзно, его стиль изменился, став, в определённом смысле, менее попсовым». Разница между двумя молодыми композиторами состояла ещё и в том, что для Винса звучание слов было интереснее, чем их значение. Подход Мартина был другим — он очень внимательно относился к лирической составляющей песен, и если мелодия нравилась, но слова — нет, то Гор мог забраковать песню.
Четвёртым синглом группы стала композиция «See You», написанная Мартином ещё в период участия в Norman & The Worms. Специально для записи песни он приобрёл новый синтезатор Wave 2 немецкой компании Palm Productions GmbH за три тысячи фунтов. Это была новаторская модель с восьмиголосной полифонией, подарившая песням Мартина новое звучание. «See You» добрался до шестой позиции в британском чарте — это был лучший результат Depeche Mode. Следующим синглом за авторством Гора стала песня «The Meaning of Love», занявшая 12 строчку хит-парада.
Считается, что поворотной точкой в творчестве ранних Depeche Mode стала написанная Гором композиция «Leave in Silence». Песня звучала менее мелодично и более мрачно по сравнению с предыдущими работами, однако, образ беспечности, закрепившийся за группой, расходился с серьёзным и личным текстом песни.
Первым альбомом Depeche Mode, который полностью состоял из песен Мартина Гора, стал A Broken Frame. Пластинка заняла восьмую строчку хит-парада, что для группы было хорошим показателем, учитывая, что Мартин Гор только начал осваиваться в роли сочинителя. Его задачей было сочинить сразу несколько песен за очень короткий промежуток времени, в результате чего половина песен альбома была написана прямо в студии.
После выпуска A Broken Frame группа отправилась в небольшое турне по Европе. Любимым развлечением Мартина в дороге, как отмечали его коллеги, на тот момент было чтение книг.
Я помню, как пришёл к Мартину однажды летом, когда они как раз собирались в турне, а у него там стоял большущий чемодан, забитый его старыми учебниками. Я-то подумал, там будет одежда для выступлений и прочее тому подобное, а он набрал с собой книг! Хотя, если подумать, Мартин всегда был абсолютно ненормальным!Роберт Марлоу
Вернувшись домой в середине декабря 1982 года Мартин вместе с группой возвратился в студию, чтобы записать новый сингл «Get The Balance Right!». Название песни звучало прямолинейно, однако тексты Гора становились всё более личностными и многозначными. В интервью журналу Smashing Hits он делился планами команды на 1983 год, в частности, рассказывал о намерении записать удачный альбом, который бы прибавил значимости группе и помог закрепить успех. Таким альбомом стал Construction Time Again, но помимо песен Гора пластинка также включала в себя несколько композиций нового клавишника Алана Уайлдера, в апрельском бюллетене Depeche Mode Official Information Service говорилось, что все песни были «написаны Мартином и Аланом в соавторстве». Мартин отмечал, что во время записи нового диска он испытывал влияние таких немецких индастриал-групп, как Einstürzende Neubauten (которые также записывались на студии Mute Records) и Kraftwerk.
Когда пришло время сводить Construction Time Again, оказалось, что альбом слишком сложен для тридцатиканальной ручной системы сведения, которой на тот момент располагали Depeche Mode. В связи с этим решено было перебазироваться в Западный Берлин для того, чтобы завершить работу на студии Hansa Tonstudios. Мартину Гору потребовалось совсем немного времени, чтобы влюбиться в Берлин в разных его проявлениях. Он почувствовал свободу от прежней консервативной британской жизни, расстался со своей лондонской подругой Энн Суинделл и начал встречаться с девушкой из Берлина. Именно в тот период тексты Гора стали ещё более циничными и пронизанными жизненными наблюдениями, ярким примером этого стала занявшая 6 место в хит-параде песня «Everything Counts». Некоторые критики разглядели в стихах Мартина политическую составляющую, приводя в пример строки из «Pipeline»: «Taking from the greedy, giving to the needy» (рус. Забирая у жадных, отдавать бедным). Многие придали значение и тому, что на обложках двух последних релизов Depeche Mode присутствовали серп и молот. Мартин Гор считал подобные заявления глупостью и оправдывал тексты песен «простым здравым смыслом».
Следующей композицией, раскрывшей Мартина с новой творческой стороны, стала «Love, In Itself», выпущенная 19 сентября 1983 года. На вопрос журнала Sounds, о чём поётся в последней строчке припева — «Love is not enough in itself» (рус. Одной любви недостаточно), Мартин ответил кратко: «Так и есть, её недостаточно». После выпуска новой пластинки группа дала ряд европейских концертов в поддержу Construction Time Again.
Одной из стран, где Depeche Mode в начале 1980-х всё ещё не удавалось достичь успеха, оставались США. Однако в 1984 году группа выпустила сингл, который в итоге занял высокие позиции в американских чартах. Это была песня «People are People». Мартин позднее вспоминал, как летел куда-то из Англии и взял с собой «Sony Walkman», чтобы записать звук взлёта. Стюардесса объясняла всем правила безопасности, и посреди её фразы «Check the instruction cards under your seat» (Проверьте инструкцию, расположенную под сиденьем) дверь в салон громко распахнулась от порыва ветра, в результате чего все засмеялись. В итоге, при работе над «People are People» Мартин использовал запись из самолёта, поставив на повтор отрывок фразы и смех. В сочетании с пением хора в бридже песни это создало необычный эффект. В прессе стиль композиции был обозначен как «металлический поп», и в самом деле — при работе над своим четвёртым студийным альбомом и вплоть до 1987 года музыканты зачастую использовали семплы, полученные в результате записи звуков стройки, металлических ударов молотков и кувалд, звона и скрежета. Но если музыкальная составляющая не вызывала нареканий, то слова «People are People» позже были охарактеризованы автором, как один из худших текстов в его творчестве. Однако для 1984 года содержание песни отражало волнующие Мартина темы. Он активно порицал человеческую жестокость, тема бессмысленного насилия для него была настолько больным вопросом, что он решил сам спеть мелодичный припев песни.
В период записи альбома Some Great Reward Мартин начал изменять свой образ, надевать одежду в стиле «садомазо», носить юбки и яркий макияж. Масла в споры о возможных садомазохистских наклонностях Гора подливали и тексты его песен, в частности «Master and Servant» (рус. Хозяин и слуга).
Я часто пишу песни о любви и взаимоотношениях, а секс - просто одна из граней всего этого. Только в одной или двух песнях речь заходит о садомазо. В то время я часто ходил в подобные клубы, просто из интереса. Я никогда серьёзно не увлекался подобными вещами.Мартин Гор
Он стал снимать квартиру в Берлине на Хеерштрассе, совсем рядом со студийным комплексом группы. Однажды настоял на том, чтобы дать интервью Record Mirror в полночь лёжа на асфальте. Мартин говорил тогда, что «переехал в Берлин, потому что жизнь там не останавливается ни на час даже ночью». Его кожаный фетишизм повлёк слухи о возможной нетрадиционной сексуальной ориентации, однако, самого композитора эти домыслы не задевали.
Он стал часто посещать всевозможные клубы и бары. Мы все увидели, как разительно он изменился, оказавшись на воле. Одним из его любимых развлечений стало употребление алкоголя в больших количествах с последующим раздеванием.Алан Уайлдер
Композицией, выделявшейся из общей канвы Some Great Reward, стала «Somebody» (рус. Кто-то). Она была записана под фортепианный аккомпанемент Алана Уайлдера. Позже Мартин объяснял, что песня о любви может быть совершенно проходной, а может звучать искренне. Он считал ошибочным мнение о том, что если песня не о проблемах общества, то она недостойна внимания.
После релиза четвертого по счёту альбома Мартин Гор взял небольшой отпуск и некоторое время провёл в коммуне Эрфде в гостях у семьи Френцен, с которой сдружился ещё будучи учеником по обмену в свои школьные годы. Передышка пошла Мартину на пользу, и в ноябре 1985 года он с новыми силами вернулся в студию. Именно во время записи Black Celebration (рус. Чёрное празднество) стёрлись границы между обязанностями участников группы. Гор исполнил основные вокальные партии в четырёх песнях из одиннадцати, чего раньше не случалось.
Black Celebration вышел одновременно очень мрачным и разносторонним альбомом. Разносторонность пластинки заметна по таким трекам, как «New Dress» (рус. Новое платье). Это было размышление Гора о том, что СМИ уделяют куда больше внимания разным пустякам, нежели важным проблемам. В «Sometimes», ещё одной фортепианной балладе, в чём-то схожей с «Somebody», из-за обилия студийных эффектов голос Мартина будто доносился из глубины просторного помещения, каждая фраза в песне отдавала эхом.
Новый альбом ознаменовал одну из самых важных перемен в Depeche Mode для Мартина, так как именно Black Celebration, занявший в итоге 3 строчку хит-парада Великобритании, а в Швейцарии достигший вершины, обрёл то мрачное, в некоторых местах — депрессивное и меланхоличное звучание, которое стало отличительной чертой группы в последующие годы.
В конце 1986 года Мартин переехал обратно в Лондон и стал жить в районе Мейда-Вейл. В ближайших его планах была работа над новым альбомом, который в итоге получил название Music for the Masses (рус. Музыка для Масс), показавшееся Мартину достаточно ироничным. В одном из интервью он даже охарактеризовал альбом, как «саркастичный».
Когда мы назвали альбом Music for the Masses, нас обвиняли в высокомерии и самоуверенности. Но на самом деле это было шуткой. Это было чем угодно, но не музыкой для масс!Мартин Гор
На этот раз при записи песен Мартин выступил не только как автор и клавишник, но и как гитарист, гитарные партии в его исполнении звучат в песнях «Never Let Me Down Again», «Strangelove», «Behind the Wheel», «Nothing», «Agent Orange», «Pleasure, Little Treasure». Помимо этого в альбоме Music for the Masses очень чётко обозначилось различие в музыкальном плане между Мартином Гором и Аланом Уайлдером. На диске оказались две версии одной и той же песни — «To Have And To Hold» и «To Have And To Hold (Spanish Taster)». Первоначальное демо было предложено Мартином, но Алану оно показалось слишком легковесным для общего настроения альбома, и он сделал песню более мрачной и атмосферной. Однако Мартин не хотел отказываться от своей более попсовой версии, и также включил её в пластинку, добавив «Spanish Taster».
Другой песней, вызвавшей интерес прессы, стала «Never Let Me Down Again» (рус. Никогда меня больше не подводи). В рецензии журнала NME выдвигались предположения, что в тексте песни упоминаются наркотики. Мартин Гор никогда не объяснял, что конкретно подразумевалось в «Never Let Me Down Again», а Алан говорил, что «не может ответить за песни Мартина — об их значении он знал не больше, чем кто-либо».
Возвращением к теме, которую Мартин уже использовал в песне «A Question of Time», стал изданный лишь во Франции сингл «Little 15». Композиция была построена на простой семплированной струнной аранжировке, вдохновлённой произведениями композитора-минималиста Майкла Наймана, а текст Гора затрагивал тему сексуальности несовершеннолетних.
После выпуска альбома в 1987 году последовало длительное мировое турне, завершившееся 18 июня 1988 года в Пасадене на стадионе Rose Bowl. Мартин Гор, объясняя в чём будет заключаться суть новых Depeche Mode, рассказывал, что за последние пять лет музыканты довели формулу до совершенства: новые демозаписи каждый раз представлял Гор, группа проводила месяц в студии и так далее, поэтому коллектив решил, что первая запись 1990-х должна была стать другой.
С течением времени домашняя студия Мартина становилась всё лучше и лучше, так что демо, которые он записывал и давал слушать остальным членам группы, были очень хорошего качества. По сути Depeche Mode просто перезаписывали демо Мартина с несколько лучшим звуком, лучшим продюсированием и вокалом Дэйва. Но в случае с альбомом Violator (рус. "Нарушитель") Алан, Дэйв и Энди сказали Мартину просто представить демо с акустической гитарой или органом — только тексты и аккорды, чтобы вся группа могла решать, в каком направлении песни будут развиваться. В итоге на пластинке появились несколько хитовых синглов. При написании песни «World in my Eyes» (рус. Мир в моих глазах) Мартин открыл больше о своей личности, заявив, что «это очень позитивная песня, в ней говорится о том, что любовь, секс и наслаждение — это хорошо».
Violator стал самым продаваемым альбомом Depeche Mode на 1990 год, его мировые продажи превышали 6 миллионов проданных копий.

## Сотрудничество с другими музыкантами
Помимо Depeche Mode Мартин Гор принимал участие в создании многих сайд-проектов. В частности Мартин был задействован в записи бэк-вокала для группы Client в песне «Overdrive», гитарной партии для Гвен Стефани в песне «Wonderful Life» из альбома The Sweet Escape (2006), бэк-вокала для композиции «Once you see» группы Nitzer Ebb (2007), написании композиции «Cloud Nine» группы Onetwo (2007), записи вокала к песне «Man Made Machine» группы Motor (2011), гитарной партии песни «The Unstoppable Collision» группы Compact Space (основанной Кристианом Айгнером и Дэрилом Бамонте) и многом другом. В феврале 2013 года Гор записал совместную песню с Фрэнком Оушеном.
Отдельным крупным проектом Гора является VCMG — совместный с Винсом Кларком технодуэт. Итогом сотрудничества стал студийный альбом Ssss, выпущенный 13 марта 2012 года.
Кроме написания песен и сочинения музыки Мартин Гор также увлекается диджеингом.

## Сольная карьера
В октябре 1988 года Мартин Гор вместе с продюсером Рико Коннингом в лондонской студии Sam Therapy Studios записал свой первый сольный альбом — Counterfeit e.p., выпущенный Mute летом 1989. На обложке Counterfeit e.p. вместо простого «Мартин Гор» было написано «Мартин Л. Гор», буквы же в названии означали EP — мини-альбом. Вошедшие в него шесть песен демонстрировали разнообразие музыкальных вкусов Гора: от «In a Manner of Speaking», изначально записанной авангардным коллективом Tuxedomoon из Сан-Франциско, до народного негритянского госпела «Motherless Child». Другой неожиданной песней стала «Never Turn Your Back On Mother Earth», которая в 1974 году была записана группой Sparks. Гор, ещё будучи подростком, увлекался Sparks, и во время некоторых концертов в рамках тура Music For The Masses Tour даже вносил эту композицию в сет-лист.
Запись Counterfeit e.p. позволила Мартину проявить свои вокальные способности. Говоря о первом сольном альбоме, он отмечал, что кавер-версии идеально подходят для такого случая, ведь приходится разграничивать творчество внутри группы и своё собственное. Альбом не был рассчитан на коммерческий успех, но Мартин Гор мог считать его успешным экспериментом.
Следующей сольной записью Гора, как и в прошлый раз, стал сборник кавер-версий. Выпуск альбома Counterfeit 2 (рус. Подделка 2), состоящего из радикально переработанных Мартином чужих песен, был предварён выпуском сингла «Stardust» — кавер-версии на хит Дэвида Эссекса, в 1974 году вошедший в первую десятку британского чарта. В Германии версия «Stardust» добралась до девятой строки чарта, а в Британии не поднялась выше сорок четвёртого места, во многом из-за полного отсутствия раскрутки на радио. Counterfeit 2 был записан в домашней студии Мартина в Санта-Барбаре, участие в его создании приняли Эндрю Филпотт, Пол Фригард и Питер Гордено. 28 апреля 2003 года, уже через две недели после выхода первого сингла, была выпущена пластинка. Характеризуя свой новый альбом, Мартин пояснял, что «обычно он выбирает очень эмоциональные песни, часто — песни об одиночестве». В конце апреля начались короткие гастроли Мартина, организованные с целью раскрутки Counterfeit 2. Турне состояло из 8 концертов и было озаглавлено A Night With Martin L. Gore.

## Личная жизнь
До своей первой женитьбы Гор официально встречался с двумя девушками: Энн Суинделл из Лондона и Кристиной Фридрих из Берлина. Последняя некоторое время также помогала Depeche Mode в туре Tour for the Masses. На Сюзанн Бойсверт (род. 22 октября 1968 года) из Парижа Мартин женился в августе 1994 года, в браке у пары родилось трое детей: Вива Ли Гор (род. 6 июня 1991 года), Эва Ли Гор (род. 21 августа 1995 года) и сын Кейло Леон Гор (род. 27 июля 2002 года).
После 12 лет совместной жизни в 2006 году Мартин развёлся со Сюзанн. Бракоразводный процесс дался ему очень тяжело, и он даже написал в связи с этим песню «Precious», посвятив её своим детям.
В 2011 году Мартин вступил в отношения с Керили Каски. В июне 2014 года они поженились. 19 февраля 2016 года у пары родилась дочь Джонни Ли Гор. 13 марта 2017 года Мартин Гор в пятый раз стал отцом — у пары родилась вторая дочь Маззи Ли Гор
.

## Характер
Жена бывшего участника Depeche Mode Алана Уайлдера Хепзиба Сесса так отзывалась о Мартине:
Мартин был очень милым, но у него две личности, как у доктора Джекилла и мистера Хайда: он экстраверт, когда напьётся, и наоборот, когда трезв.Хепзиба Сесса

## Отношение к религии
Религия — одна из тем, которые очень часто возникают в моих песнях. Думаю, я очарован религией, и это неотъемлемая составляющая во всём — от музыкальных ощущений до описания вещей в текстах.Мартин Гор
Впервые Мартин всерьёз коснулся темы религии в своей песне 1984 года «Blasphemous Rumours» (рус. «Богохульные слухи»). Данная тематика задевала и других участников группы: Энди Флетчер, будучи ещё учеником школы Св. Николая, вместе с Винсом Кларком состоял в церковной бригаде мальчиков, в обязанности которой входили молитвы за людей, числившихся в списке тяжелобольных. По иронии судьбы, как вспоминал Флетчер, зачастую раньше всех умирал первый в перечне. В «Blasphemous Rumours» Гор размышлял о том, что «у Бога, должно быть, больное чувство юмора, и, когда я умру, наверное, он будет смеяться». Как и ожидали Depeche Mode, многие критики и представители духовенства восприняли текст буквально и действительно обвиняли автора в богохульстве. Несмотря на это сингл «Blasphemous Rumours» избежал цензуры BBC и добрался до 16 места в чарте.
С течением времени вопрос веры находил всё большее отражение в лирике Мартина. По словам Алана Уайлдера, Мартину не нравилось объяснять значение своих песен, но двусмысленность и многозначность его текстов была очевидна. Когда вышел сингл «Personal Jesus» (рус. «Личный Иисус»), многие стали искать скрытые смыслы, и Мартину это нравилось. Большинство людей посчитали песню христианским гимном, хотя изначально она задумывалась не такой. «Personal Jesus» стала одним из тех немногих случаев, когда Гор согласился рассказать об источнике своего вдохновения — книге «Элвис и я» (воспоминания Присциллы Пресли о своём муже). Гор объяснял в интервью, что «Personal Jesus» — это песня о том, как один человек может быть Иисусом для другого, о том, как можно дать другому надежду и заботу. В итоге сингл стал самой продаваемой двенадцатидюймовкой в истории Warner Bros.
В 1998 году в интервью журналу The Guardian Мартин Гор на вопрос об основных темах в своём творчестве ответил: «Отношения, господство, похоть, любовь, добро, зло, кровосмешение, грех, религия и аморальность».

## Дискография

### Студийные альбомы
| Название     | Детали                                                                                 | Высшие позиции в чартах | Высшие позиции в чартах | Высшие позиции в чартах | Высшие позиции в чартах | Высшие позиции в чартах | Высшие позиции в чартах | Высшие позиции в чартах | Высшие позиции в чартах |
| Название     | Детали                                                                                 | UK                      | DEN                     | FRA                     | GER                     | ITA                     | SWE                     | SWI                     | US Dan                  |
| ------------ | -------------------------------------------------------------------------------------- | ----------------------- | ----------------------- | ----------------------- | ----------------------- | ----------------------- | ----------------------- | ----------------------- | ----------------------- |
| Counterfeit² | - Релиз: 29 апреля, 2003 - Лейбл: Mute Records - Форматы: CD, Цифровая дистрибуция     | 102                     | 32                      | 52                      | 12                      | 25                      | 23                      | 79                      | 3                       |
| MG           | - Релиз: 27 апреля, 2015 - Лейбл: Mute Records - Форматы: CD, LP, Цифровая дистрибуция | 50                      | —                       | 90                      | 7                       | —                       | —                       | 28                      | 1                       |

### E.P.
| Название         | Детали                                                              | Высшие позиции в чартах |
| Название         | Детали                                                              | US                      |
| ---------------- | ------------------------------------------------------------------- | ----------------------- |
| Counterfeit e.p. | - Релиз: 12 июня, 1989 - Лейбл: Mute Records - Форматы: CD, кассеты | 156                     |

### Синглы
| 1989                                     | «Compulsion» | —  | —  | —  | —  | 18 | Counterfeit e.p. |
| 2003                                     | «Stardust»   | 44 | 16 | 92 | 29 | —  | Counterfeit²     |
| 2003                                     | «Loverman»   | —  | —  | —  | 53 | —  | Counterfeit²     |
| «—» означает, что сингл не попал в чарты |              |    |    |    |    |    |                  |

## Песни Depeche Mode в исполнении Мартина Гора
| Альбом                               | Песня                       |
| ------------------------------------ | --------------------------- |
| A Broken Frame (1982)                | «Shouldn’t Have Done That»  |
| Construction Time Again (1983)       | «Everything Counts»         |
| Construction Time Again (1983)       | «Shame»                     |
| Some Great Reward (1984)             | «People Are People»         |
| Some Great Reward (1984)             | «Something to Do»           |
| Catching Up with Depeche Mode (1985) | «Shake The Disease»         |
| Catching Up with Depeche Mode (1985) | «Fly On The Windscreen»     |
| Black Celebration (1986)             | «Here Is the House»         |
| Black Celebration (1986)             | «Dressed in Black»          |
| Black Celebration (1986)             | «Stripped»                  |
| Music for the Masses (1987)          | «Never Let Me Down Again»   |
| Music for the Masses (1987)          | «Behind the Wheel»          |
| Music for the Masses (1987)          | «Pleasure, Little Treasure» |
| Violator (1990)                      | «Waiting for the Night»     |
| Songs of Faith and Devotion (1993)   | «Higher Love»               |
| Ultra (1997)                         | «Insight»                   |
| Ultra (1997)                         | «Surrender»                 |
| Exciter (2001)                       | «Dream On»                  |
| Exciter (2001)                       | «I Feel Loved»              |
| Playing the Angel (2005)             | «The Sinner in Me»          |
| Playing the Angel (2005)             | «Nothing’s Impossible»      |
| Playing the Angel (2005)             | «Newborn»                   |
| Playing the Angel (2005)             | «Free»                      |
| Sounds of the Universe (2009)        | «Little Soul»               |
| Sounds of the Universe (2009)        | «Peace»                     |
| Sounds of the Universe (2009)        | «Hole to Feed»              |
| Sounds of the Universe (2009)        | «Corrupt»                   |
| Sounds of the Universe (2009)        | «Oh Well»                   |
| Delta Machine (2013)                 |                             |
| «Heaven»                             |                             |
| «Soothe My Soul»                     |                             |

| Альбом                             | Песня                                |
| ---------------------------------- | ------------------------------------ |
| Speak & Spell (1981)               | «Any Second Now (voices)»            |
| Construction Time Again (1983)     | «Pipeline»                           |
| Some Great Reward (1984)           | «It Doesn’t Matter»                  |
| Some Great Reward (1984)           | «Somebody»                           |
| Black Celebration (1986)           | «A Question of Lust»                 |
| Black Celebration (1986)           | «Sometimes»                          |
| Black Celebration (1986)           | «It Doesn’t Matter Two»              |
| Black Celebration (1986)           | «World Full of Nothing»              |
| Black Celebration (1986)           | «Black Day»                          |
| Music for the Masses (1987)        | «The Things You Said»                |
| Music for the Masses (1987)        | «I Want You Now»                     |
| Violator (1990)                    | «Enjoy the Silence» («Harmonium»)    |
| Violator (1990)                    | «Sweetest Perfection»                |
| Violator (1990)                    | «Blue Dress»                         |
| Songs of Faith and Devotion (1993) | «Death’s Door»                       |
| Songs of Faith and Devotion (1993) | «Judas»                              |
| Songs of Faith and Devotion (1993) | «One Caress»                         |
| Ultra (1997)                       | «Home»                               |
| Ultra (1997)                       | «The Bottom Line»                    |
| Exciter (2001)                     | «Comatose»                           |
| Exciter (2001)                     | «Breathe»                            |
| Playing the Angel (2005)           | «Macro»                              |
| Playing the Angel (2005)           | «Damaged People»                     |
| Sounds of the Universe (2009)      | «Jezebel»                            |
| Sounds of the Universe (2009)      | «The Sun and the Moon and the Stars» |
| Delta Machine (2013)               | «The Child Inside»                   |
| Delta Machine (2013)               | «Always»                             |
| Spirit (2017)                      | «Eternal»                            |
| Spirit (2017)                      | «Fail»                               |